# Simen Holand Pettersen
Simen Holand Pettersen (* 8. April 1998 in Tønsberg) ist ein norwegischer Handballspieler.

## Karriere

### Verein
Simen Holand Pettersen spielte ab 2016 für die erste Mannschaft von Sandefjord TIF. 2018 wechselte der 1,92 m große linke Rückraumspieler zum norwegischen Serienmeister Elverum Håndball, mit dem er 2019, 2020 und 2022 die Meisterschaft gewann. Zwischenzeitlich wurde er ab April 2021 bis zum Saisonende an den französischen Erstligisten US Ivry HB ausgeliehen. Ab 2022 stand er beim dänischen Erstligisten Skjern Håndbold unter Vertrag. Im September 2024 wurde Pettersen vom französischen Erstligisten Chambéry Savoie Mont Blanc Handball verpflichtet, um den verletzungsbedingten Ausfall von Nikoloz Kalandadze zu kompensieren.

### Nationalmannschaft
In der norwegischen A-Nationalmannschaft debütierte Pettersen am 13. Juni 2019 gegen Österreich. Bei den Olympischen Spielen in Tokio erzielte er einen Treffer in vier Partien und belegte mit der Auswahl den siebten Platz. Bei der Weltmeisterschaft 2021 stand er in einem Spiel im Kader, blieb aber ohne Einsatzzeit. Bei der Europameisterschaft 2022 warf er ein Tor in seinem einzigen Einsatz. Bei der Weltmeisterschaft 2023 stand er für ein Spiel im Aufgebot.